# Červená knihovna

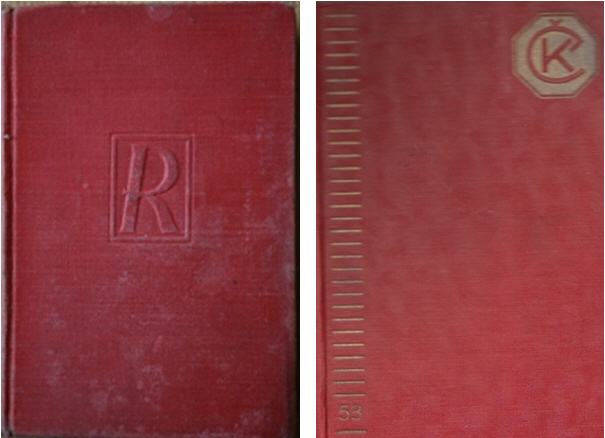
Vazky knih z edice Červená knihovna

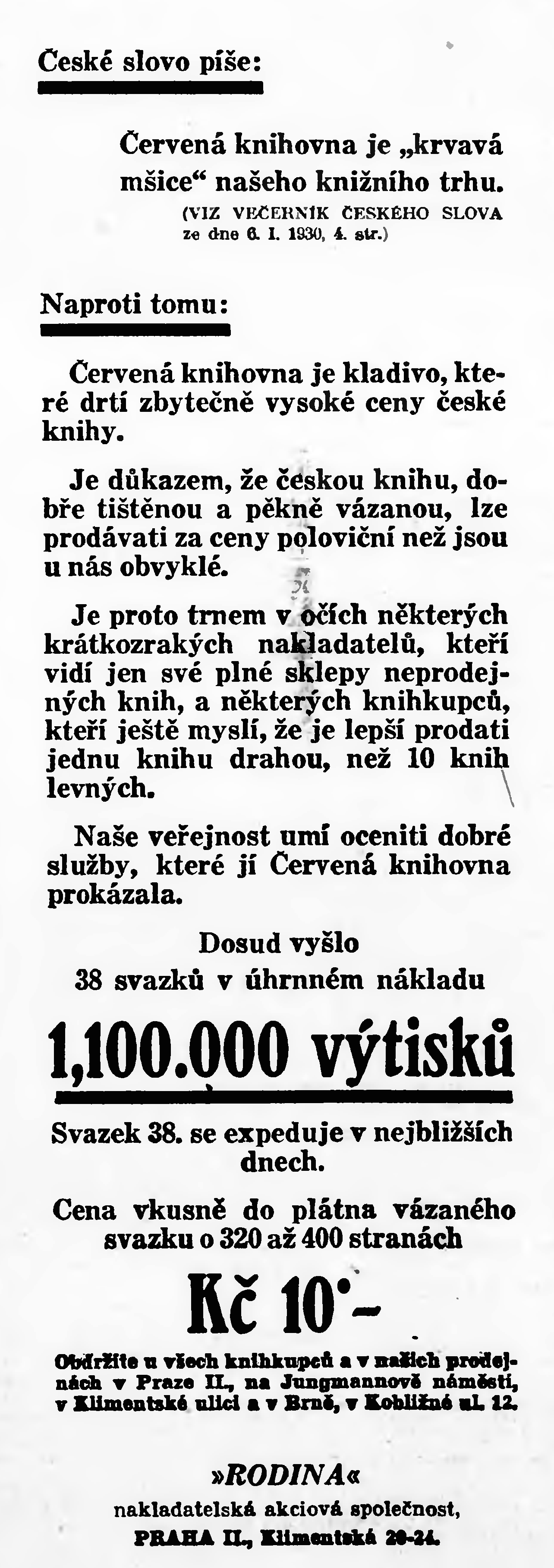
Inzerát nakladatelství Rodina v Národní politice 12. 1. 1930

Červená knihovna je český název pro druh literatury určený především ženám a řazený do tzv. brakové literatury. Původně šlo o název edice románů pro ženy v červených plátěných vazbách s protlačeným R ve středu horní desky, nebo s emblémem ČK v jejím pravém horním rohu, vydávaných ve 20. a 30. letech dvacátého století akciovou společností Rodina (celkem v této podobě vyšlo 104 svazků). Jejím protipólem byla tzv. Modrá knihovna, ve které vycházely kovbojky a detektivky. Název této edice byl pak zobecněn jako žánrové označení. S červenou knihovnou úzce souvisí dívčí romány, určené dospívajícím dívkám, protože tyto dva žánry se často překrývají.

## Charakteristika červené knihovny
Díla zařazovaná do žánru červené knihovny bývají sentimentální, podbízivé a až k slzám dojímající konvenční milostné příběhy, jejichž hlavním smyslem je šťastný konec. Děj bývá často umístěn do atraktivního prostředí (šlechtické zámky, prostředí bohatých rodin i cizokrajné země). Postavy jsou zredukované na citovou složku a procházejí trnitou cestou strastí a utrpení k závěrečnému štěstí. K základním schématům červené knihovny patří zmatky dívčích srdcí, láska setkávající se s nástrahami a šťastný konec, když jsou nástrahy překonány. Děj bývá poměrně jednoduchý a je vyprávěn nepříliš náročným jazykem. Objevují se v něm také záporní sokové a sokyně, dcery z lepších rodin a jejich nic nechápající rodiče i chudé dívky, do kterých se zamiluje bohatý nápadník. Postavy v těchto dílech jsou černobílé a jejich psychologie je nepropracovaná.
Česká literární teoretička Dagmar Mocná rozlišuje tři typy fabule červené knihovny:
- fabule sociální – příběhy milenců pocházejících z různých společenských vrstev.
- fabule nelásky – příběhy o tom, jak se nechuť či dokonce nenávist dvou jedinců promění v hlubokou a trvalou lásku,
- fabule vzestupu – příběhy o tom, jak se chudá a nevýrazná dívka vypracuje v samostatnou a úspěšnou mladou ženu, čímž získá obdiv mužů.[5]

## Vznik a vývoj červené knihovny

### Počátky
Konvenční milostné příběhy pro ženy začaly vznikat v průběhu 19. století v době, kdy docházelo k rozkvětu dalších druhů triviální literatury, jako byly například kolportážní romány, ale jejich zdroj je možno nalézt již v sentimentálních románech období preromantismu (Samuel Richardson) a v obrozeneckých povídkách Magdaleny Dobromily Rettigové, Věnceslavy Lužické, Karoliny Světlé a její sestry Sofie Podlipské.
K průkopnicím červené knihovny v Německu patřily Eugenie Marlittová, Hedwiga Courthsová-Mahlerová a Emmy von Rhoden, jejíž román Der Trotzkopf (1885) sehrál velkou roli v rozvoji českých dívčích románů a románů pro ženy. Zaujal totiž českou spisovatelku Elišku Krásnohorskou natolik, že jej roku 1899 převyprávěla, vydala pod názvem Svéhlavička a dopsala k němu tři vlastní pokračování.

### Vrcholné období
Ke skutečnému rozmachu červené knihovny došlo v české literatuře až v období mezi dvěma světovými válkami, ve kterém začaly vycházet edice románů pro ženy, především již zmíněná Červená knihovna, která vycházela v letech 1928-1937 akciovou společností Rodina. Příběhy pro ženy ale nevycházely jen knižně, ale také v časopisech a sešitech, jako byly List paní a dívek, Hvězda československých paní a dívek, Pražanka, Večery pod lampou nebo Čtení pro ženy. Vycházely jak překlady zahraničních autorů, tak i produkce česká (Vlasta Pittnerová, Popelka Biliánová, Bohumil Zahradník-Brodský, Maryna Radoměrská, Vlasta Javořická, Jaromíra Hüttlová, Marie Kyzlinková). Po komunistickém převratu v roce 1948 zavládla v oblasti literatury tvrdá cenzura, která se týkala i červené knihovny. V jejím důsledku prakticky celý žánr zanikl.

### Červená knihovna po roce 1989
K novému rozkvětu červené knihovny došlo až po pádu komunistického režimu roku 1989. Začaly vycházet reedice dřívějších nejpopulárnějších knih, objevily se snahy po obnovení úspěšných edic (Večery pod lampou). Začaly se vydávat tzv. harlequinky (paperbacky o lásce původem z Kanady) a knihy známých zahraničních autorek (Rosamunde Pilcherová). Vznikla rovněž i nová česká produkce (Simona Monyová, Bára Nesvadbová, Irena Obermannová).

## Seznam knih Červené knihovny
- 1 – Hedwiga Courthsová-Mahlerová – Magdin osud (1928)
- 2 – Hedwiga Courthsová-Mahlerová – U cizích lidí
- 3 – Marie Kyzlinková – Dvě matky
- 4 = Marie Kyzlinková – Tam na horách; Přátelství a láska
- 4 – Vilém Neubauer – Čaroděj tónů
- 5 – Marie Kyzlinková – Rozvedená; Láska vychovatelkou
- 5 – Jaromíra Hüttlová – Vánoční píseň
- 6 – Adéle Elkanová – Utrpením ke štěstí
- 6 – A. J. Bělská – Za hlasem srdce
- 7 – Elenore Meherinová – „Čiki“ zlaté ptáče
- 8 – Ida Bocková – Její srdce
- 9 – Anuše Mittenhubrová – Štěstí vstříc
- 10 – Hedwiga Courths-Mahlerová – Její vítězství
- 10 – Jaromíra Hüttlová – Trampoty početné rodiny
- 11 – Hedwiga Courths-Mahlerová – Katuščino vítězství
- 11 – Marie Preisová – Veliká sázka
- 12 – Hedwiga Courths-Mahlerová – Čistá láska vítězí
- 13 – Marie Kyzlinková – Z lásky
- 13 – Anuše Mittenhubrová – Odhalený klam
- 14 – M. Herzbergová – Komtesa Helena
- 15 – Hugo Bettauer – Nejkrásnější žena
- 15 – Ada Skalecká – Dokorka Jarmila
- 16 – Hanna Forsterová – Na rozcestí
- 17 – Adele Elkanová – U zlaté koule
- 18 – Quido Maria Vyskočil – Lásky peklo a ráj
- 19 – Edela Rustová – Pohřbené srdce
- 20 – Lola Steinová – Film ji odloudil
- 21 – Anuše Mittenhubrová – Srdce v bouři
- 22 – Hedwiga Courths-Mahlerová – Bez tebe nelze mi žíti
- 23 – Marie Kyzlinková – Dál a výš
- 24 – Hedwiga Courths-Mahlerová – Co skrýváš v srdci?
- 25 – Hanna Forsterová – Co láska zmůže
- 26 – Hana Hradecká – Holčičky
- 27 – Marie Hůrková-Radoměřská – Její veliká oběť
- 28 – Hedwiga Courths-Mahlerová – V poutech cizí viny
- 29 – Hedwiga Courths-Mahlerová – Když dva se v lásce sejdou
- 29 – Jolana Vernerová – Vždyť láska odpouští
- 30 – Friedrich Werner van Oestéren – Tajemství paní Evy
- 31 – Hedwiga Courths-Mahlerová – Princezna Lili
- 31 – A, Staňková – Helenčino ětěstí
- 32 – Hedwiga Courths-Mahlerová – Koho nikdy nezranila láska
- 33 – Hedwiga Courths-Mahlerová – A přece jest štěstí!
- 34 – Hedwiga Courths-Mahlerová – Román krásné Dory
- 35 – Frank Hanuš Argus – Očistec lásky
- 36 – Hedwiga Courths-Mahlerová – Bez lásky mateřské
- 37 – Anna Wotheová – Život je láska, život je boj
- 37 – Jaromíra Hüttlová: Jediná noc
- 38 – Magda Trottová – Muž, který nepoznal lásky
- 38 – V. K. Vodička – Hra srdcí
- 39 – Fr. Lehneová – Křivě přísahala (1930)
- 39 – A. J. Bělská – Příklad svádí!!
- 40 – Magda Trottová – Nevlastní matka a syn
- 41 – Fr. Lehneová – Hrdá srdce
- 41 – Stanislav Čerchovský – Konečně umřel
- 42 – Marie Kottová – Sami dva spolu
- 42 – A. Friesová – Zůstal jí přítelem
- 43 – Erich Friesen – Paní Mirjam a její dcery
- 43 – A. Staňková – V radošovské fořtovně
- 44 – Mary Stam – Nedorozumění
- 44 – Emilie Bastian-Stumpf – Osamělá
- 45 – Fr. Lehneová – Proti vůli rodičů
- 46 – Markétka Elzerová – Miluji tebe, ženo má!
- 47 – Otfrid von Hanstein – Osudem štvaná
- 48 – Anuše Mittenhubrová – Zlato v ohni
- 49 – Karla Guthová – Láska a láska
- 49 – Ida Snížková – Indický náhrdelník
- 49 – Hana Hradecká – Bohémka
- 50 – Lola Steinová – Právo na štěstí
- 51 – Marie Kyzlinková – Nebezpečná krása
- 52 – Marie Tippmannová – Chci zvítězit
- 53 – Marie Kyzlinková – Sekretářka Eva a její šéf
- 54 – Mája Nováková – Ve dvojím ohni!!
- 55 – Zdena Navarová – Poručík Ota a kapitán Jiří 1 (1932)
- 56 – Zdena Navarová – Poručík Ota a kapitán Jiří 2
- 56 – Soňa Drahorádová-Lvová – Jadwiga
- 57 – Mája Nováková – Když kvetly vlčí máky (1933)
- 57 – Stanislav Čerchovský – Tajemství lesa
- 58 – Jaromíra Hüttlová – Alenčina láska; Filmové nebe
- 59 – Jaromíra Hüttlová – Maryna Horynová; Vina
- 60 – Marie Tippmannová – Když květy povadly
- 60 – Anuše Mittenhubrová – Na kluzišti
- 61 – Vlasta Šternová – Rozvodová advokátka
- 62 – Růžena Morávková – Ze všech nejkrásnější
- 63 – Marie Tippmannová – Děvče, které mělo odvahu; Koktavý
- 64 – Jaromíra Hüttlová – Hoši a děvčata
- 65 – Markéta Pedlerová – Bláhovost lásky
- 66 – Julka Bártová – Podivné zaměstnání Anduly Dvořákové
- 66 – Mája Nováková – Sonin princ
- 67 – Jaromíra Hüttlová – Rok dovolené
- 68 – Růžena Morávková – Komedie mládí
- 69 – Jaromíra Hüttlová – Grand-Hotel. Lázeňský dům
- 69 – Marie Tippmannová – Láďa Sláma
- 70 – Alfred Schirokauer – Proti lidem a osudu (1934)
- 71 – Hedwiga Courths-Mahlerová – Tajemství otců
- 72 – Hedwiga Courths-Mahlerová – Navždy svoji
- 73 – Hugo Bauer – Zápas o štěstí
- 74 – Jaromíra Hüttlová – Zaslíbená země (1935)
- 75 – Marie Tippmannová – Kamenitou cestou
- 76 – Josef Bernadský – Dvě lásky Roberta Suka
- 77 – J. Schneider – Vykoupení
- 78 – Pavel Hilsö – Hrdina z Montmartru
- 78 – Anuše Mittenhubrová – Seznámení inzerátem
- 79 – Marie Kyzlinková – Hladová srdce
- 80 – Sína Drahorádová-Lvová – Dva světy
- 81 – Jaromíra Hüttlová – Děvče mých snů
- 82 – Kathleen Thompson Norrisová – Píseň života 1
- 83 – Kathleen Thompson Norrisová – Píseň života 2
- 84 – Barbora Markéta Eliášová – Na stříbrných křídlech mládí
- 85 – Bedřiška Bicknerová – Zdeňka Vladyková
- 86 – Marie Tippmannová – Hela a Honza
- 87 – Nasťa Kraslová – Eliška dobývá světa
- 88 – Vilém Nebauer – Maltézské náměstí
- 89 – Hanka Lukášová – Pařížský vrabeček (1937)
- 89 – Mája Nováková – Srdce na rozcestí
- 90 – Hedwiga Courths-Mahlerová – Nevlastní sestry
- 91 – Josef Červený – Láska na první pohled
- 92 – Marie Tippmannová – Hela umí vyhrávat
- 93 – J. Štěpán – Ela dělá kariéru
- 94 – Markéta Pedlerová – Muž s minulostí
- 95 – Marie Sonnebornová – Mezi dvěma muži
- 96 – Olga Fujerová – Děvče v nesnázích
- 97 – Růžena Morávková – Slzy a úsměvy
- 99 – Mája Nováková – Trny v srdcích
- 100 – Jaromíra Huttlová – Trest za manželství
- 101 – Vláďa Zika – Fialový ďábel
- 102 – Jan Vintr – Stříbrné koleje
- 103 – Olga Fujerová – Žena na rozcestí
- 104 – Věra Němotová – Zlatovlasý sen (1937)[9][10]